# Gremmeniella abietina
Gremmeniella abietina (Lagerb.) M. Morelet – gatunek grzybów. Jest jednym z głównych, obok Cenangium ferruginosum i Sphaeropsis sapinea, grzybów powodujących zamieranie pędów sosny – chorobę drzew iglastych, głównie sosen. Powoduje uszkodzenia pączków, pędów, jak również obumieranie siewek i całych drzew. Obecnie ma coraz większe znaczenie gospodarcze dla lasów Europy.

## Systematyka
Pozycja w klasyfikacji według Index Fungorum
Godroniaceae, Helotiales, Leotiomycetidae, Leotiomycetes, Pezizomycotina, Ascomycota, Fungi.
Niektóre synonimy
- Ascocalyx abietina (Lagerberg) Schalpfer
- Brunchorstia destruens Erikson
- Brunchorstia pinea (Karsten) VON Höhnel
- Brunchorstia pinea var. cembrae Morelet
- Brunchorstia pinea var. pini Morelet
- Brunchorstia pini Allesch
- Crumenula abietina Lagerberg
- Crumenula pinea (Karsten) Ferdin & C.A.Jorgensten
- Godronia abietina (Ellis & Everhart) Seaver
- Lagerbergia abietina (Lagerberg) J. Reid
- Scleroderris abietina (Lagerberg) Gremmen

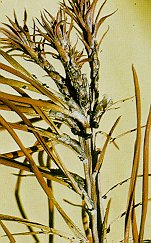
Pęd sosny zainfekowany przez Gremmeniella abietina

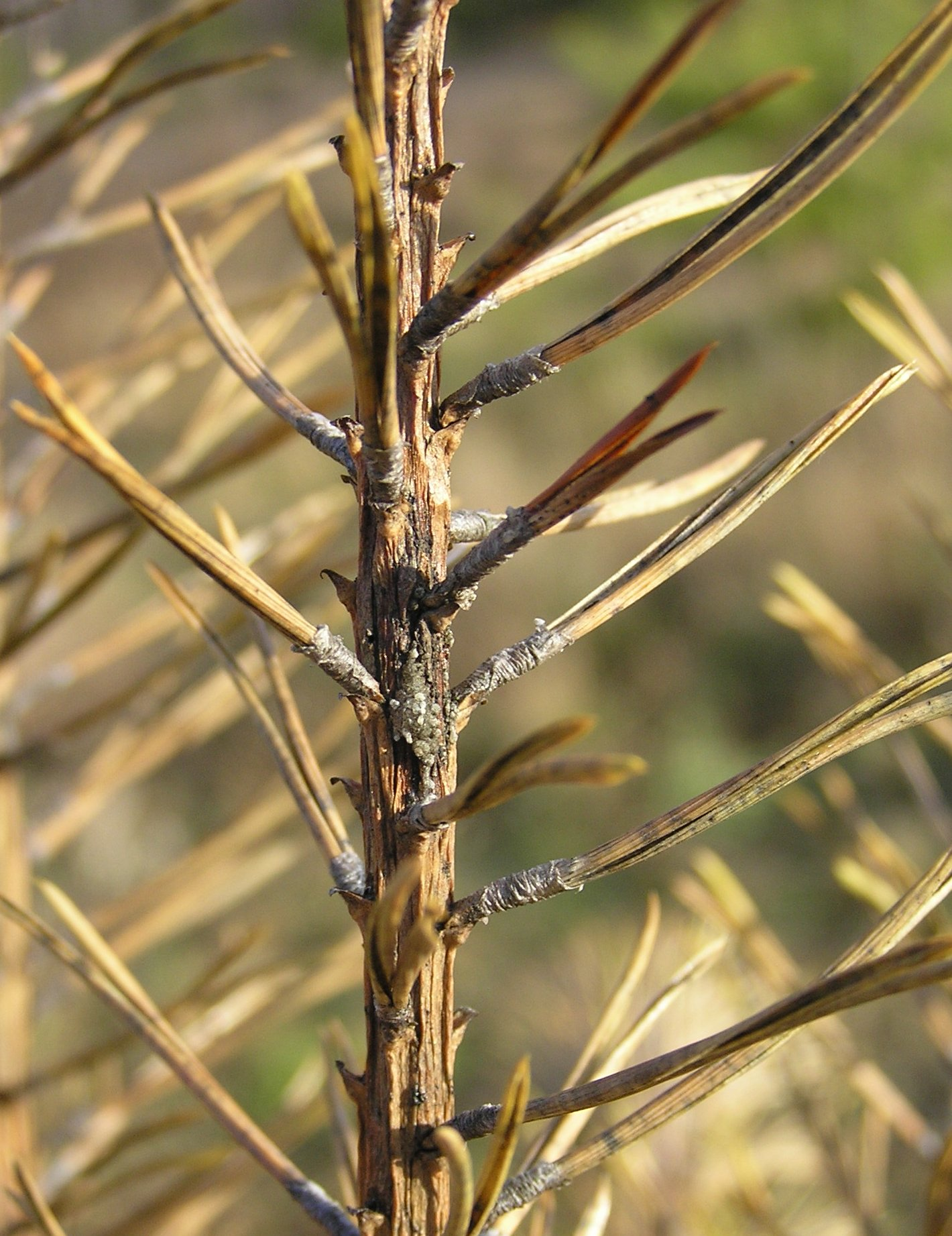
Specyficzne raki drzewne na długopędach sosny zwyczajnej – symptom występowania patogenu w następnym roku po infekcji

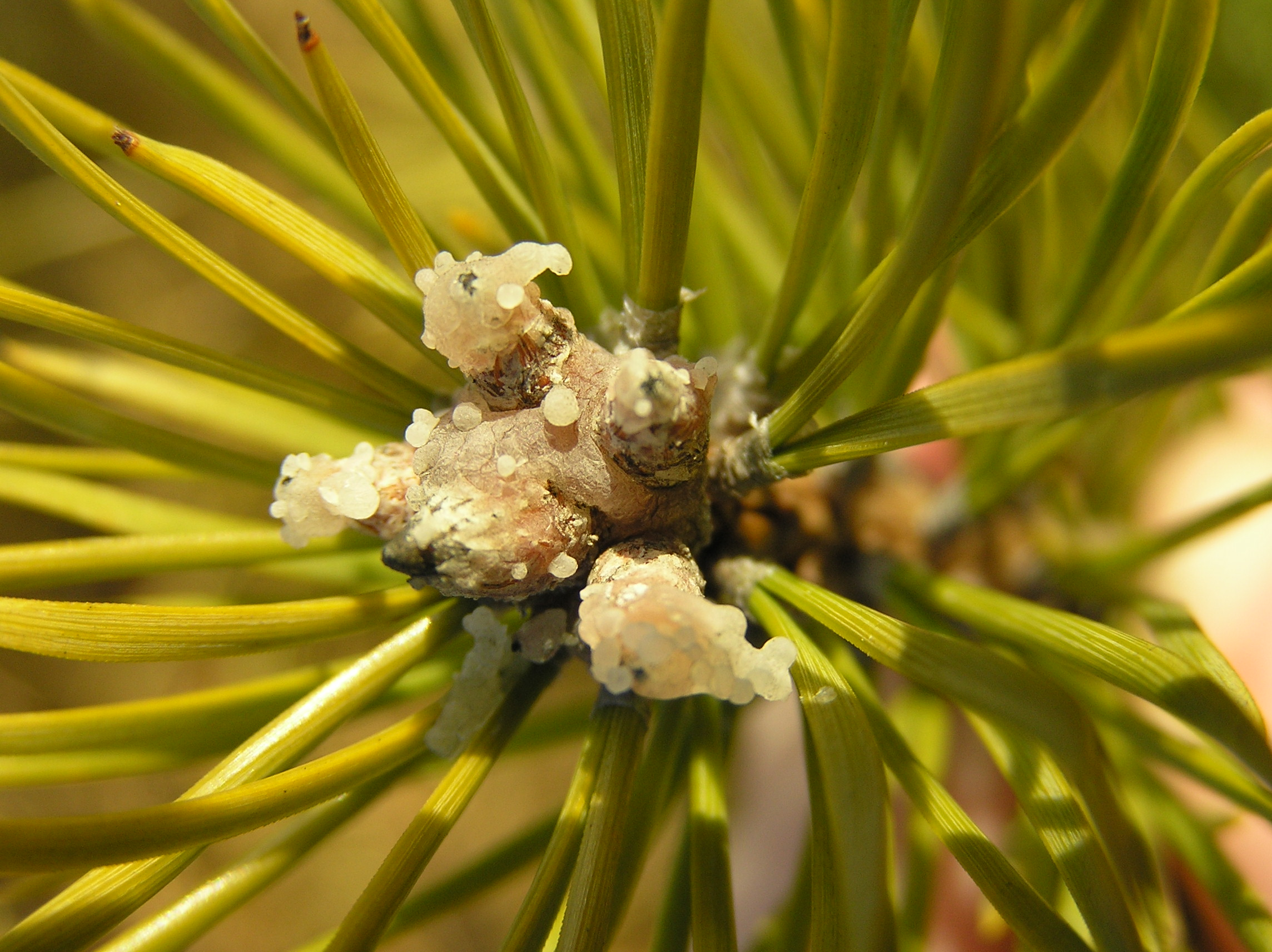
Przeżywiczone pączki sosny zwyczajnej – symptom jesiennego zainfekowania

- Scleroderris lagerbergii Gremmen
- Septoria pinea Karsten[2].

## Drzewa atakowane
W Polsce dopiero w ostatnich dwóch dziesięcioleciach grzyb osiągnął duże znaczenie gospodarcze. W Europie został stwierdzony w latach 80. XX wieku, na sośnie czarnej (Pinus nigra v. austriaca).
Gremmeniella abietina atakuje: sosnę pospolitą, sosnę czarną, sosnę limbę, sosnę wydmową, sosnę giętką, sosnę wejmutkę, sosnę hakowatą, sosnę himalajską, sosnę smołową (w USA sosnę Banksa i sosnę czerwoną), drzewostany świerkowe (głównie w Niemczech i w Szwecji): świerka pospolitego, świerka Engelmanna, świerka sitkajskiego, świerka białego, świerka czarnego, w Japonii jodłę sachalińską. Stwierdzono również sporadyczne przypadki zamierania pędów u modrzewia syberyjskiego, choiny kanadyjskiej i jodły pospolitej.

## Występowanie i odmiany choroby
W Europie są dwa wyraźne obszary występowania choroby z dominacją grzyba Gremmeniella abietina jako czynnika sprawczego: areał północny, przylegający do basenu Morza Północnego i Morza Bałtyckiego, i areał środkowoeuropejski z położeniami wyżynnymi i górskimi. Z północy nastąpiła jej inwazja na dużą skalę na północną Polskę. Z południa nasilenie jest znacznie mniejsze.
Znane są trzy rasy patogenu: europejska, amerykańska i azjatycka. Rasa europejska jest najbardziej patogeniczna, atakuje raczej górne partie sosny, ma większy zakres gospodarzy i atakuje drzewa w szerszym zakresie warunków środowiskowych. Rasa amerykańska atakuje głównie dolną część korony sosen – do wysokości 2 m, prowadząc przy tym do powstawania raków drzewnych na pniu, u podstawy zniszczonych gałęzi.

## Rozwój
Infekcje następują głównie u nasady pączków szczytowych oraz u nasady krótkopędów. Gremmeniella abietina infekuje pędy w okresie ich rozwoju, rzadziej infekowane są pędy starsze. Zakażenie drzew odbywa się za pomocą konidiów, a także zarodników workowych, po wytworzeniu się nowych pędów, najdalej do lipca. Następuje ono przez nieuszkodzone miejsca na pączku (zwłaszcza u jego nasady) oraz pędy krótkie i inne miejsca na pędzie długim. Możliwe jest także zarażenie przez rany. Grzyb rozwija się najpierw saprofitycznie w martwych obwodowych komórkach kory. Opanowanie żywych komórek pączków i długopędów rozpoczyna się dopiero jesienią, po zakończeniu okresu wegetacyjnego. Pierwsze objawy choroby, w postaci świeżych wycieków żywicy z niektórych pączków i obumierania tkanek wewnątrz nich (szczególnie u ich nasady), występują pod koniec roku.
Zakażone w okresie wiosennym tegoroczne pędy nie wytwarzają następnej wiosny nowych pędów albo też pędy te są krótsze niż zwykle. Przyczyną tego jest przeżywiczenie pączków szczytowych w jesieni lub na początku zimy. Pączki szczytowe słabną i wcześniej czy później zamierają. Znajdujące się w górnej części porażonych pędów igły brunatnieją (zaczynając od dołu) i przedwcześnie opadają. Na styku żywej części pędu z częścią martwą widoczny jest wyraźny, raptowny spadek grubości pędu zamarłego. W tej fazie porażenia można w górnej części korony i na gałęziach bocznych obserwować liczne martwe pędy, a w przypadku silniejszych ataków choroby drzewa mogą całkowicie obumrzeć. W rok później z pączków przybyszowych, powstałych u nasady zamarłych pędów, wytwarzają się często gęste skupienia jasnozielonych pędów, przypominających małe czarcie miotły. W tym samym czasie na zabitych pędach i na martwych, ale jeszcze nie opadłych igłach (zwykle u ich nasady) ukazują się pyknidia. Brunatno czarne miseczki w mniejszym lub większym natężeniu pojawiają się rok później. W warunkach dużej wilgotności miseczki szeroko się otwierają i uwidaczniają hymenium o szarosinawej barwie. Z czarnych, owalnych pyknidiów tworzących się głównie na bliznach po opadniętych igłach, ale i między łuskami i na nich, wydobywają się podczas wilgotnej pogody konidia w postaci różowych wstęg zlepionych ze sobą higroskopijnym śluzem. Konidia te są od dwu- do kilkukomórkowe, sierpowato zgięte i na końcach ostre, bezbarwne, o wymiarach 24–50 × 2,5–3 µm. Miseczki bywają większe niż pyknidia, o średnicy 0,5–2 mm, a zarodniki workowe są owalne 3–4-komórkowe, bezbarwne, o wymiarach 4–20 × 3,5–5 µm.
Oprócz makrokonidiów grzyb wytwarza także (w pyknidiach i w grzybni powietrznej) o wiele mniejsze mikrokonidia, które jednak rzadko kiełkują. Najwięcej zarodników uwalnianych jest z pyknid i miseczek w okresie opadów deszczu, przy 90–100% wilgotności względnej powietrza i stosunkowo niskiej temperaturze (15–17 °C). Rozprzestrzeniane są one od kwietnia do października (z kulminacją w czerwcu i lipcu), głównie przez wiatr, krople deszczu, a także prawdopodobnie przez owady. Charakterystyczne dla choroby są także wytwarzające się na porażonych pędach głównych i bocznych podłużne raki drzewne wywołane zmianami miękiszu korowego, początkowo mniej lub więcej otwarte, później (na przeżywających pędach) stopniowo zalewane przez tkankę kallusową.

## Skutki choroby
W wyniku porażenia, siewki i sadzonki mogą zamierać już w pierwszym roku po infekcji. Zamieranie starszych pojedynczych drzew lub całych drzewostanów trwa kilka lat, dość istotny udział mają tu szkodniki wtórne. W przypadku pojawienia się szczególnie zjadliwych ras patogenu, drzewa i drzewostany mogą zamierać bardzo szybko. Gdy po epifitozie choroby nastąpi układ warunków niesprzyjających patogenowi, nawet silnie porażone drzewa mogą wrócić do zdrowia. Jeżeli nie został uszkodzony pęd główny, drzewa mogą nie tracić na jakości, gdyż obumarłe lub zamierające gałęzie będą stanowiły w miarę wzrostu drzewa dolną część oczyszczającej się korony. Zamarcie pędu głównego lub wierzchołka prowadzi na ogół do zniekształcania strzały i krzaczastego rozwoju drzewa.